# Foxton (Neuseeland)
Foxton ist ein Ort im Horowhenua District der Region Manawatū-Whanganui auf der Nordinsel von Neuseeland.

## Namensherkunft
Foxton wurde nach Sir William Fox benannt.

## Geographie
Der Ort liegt rund 30 km südwestlich von Palmerston North und 15 km nördlich von Levin. Er befindet sich etwa 6 km von der Küste entfernt und 5 km nördlich des Manawatū River. Die kleine Küstensiedlung Foxton Beach befindet sich rund 6 km weiter westlich an der Flussmündung.

## Geschichte
Die Geschichte des Ortes ist mit der Verarbeitung von Neuseeländer Flachs, aus dem Seile, Körbe und andere Dinge hergestellt wurden, verbunden. Andere Erwerbszweige die Herstellung von Bekleidung und Tätigkeiten in Sägewerken.
Foxton ist die älteste europäische Siedlung im südlichen Teil der Region Manawatu-Wanganui. Die erste Ansiedlung befand sich jedoch 1842 weiter östlich, näher beim heutigen Ort Shannon. 1885 wurde die Siedlung an den heutigen Ort verlegt. In den frühen Jahren der europäischen Besiedlung war es ein wichtiger Handelsposten und Hafen. Erst mit Bau einer Bahnlinie zwischen Palmerston North und Wellington wurde es in der Bedeutung für Manawatu von Palmerston North überholt.

## Bevölkerung
Zum Zensus des Jahres 2013 zählte der Ort 2643 Einwohner, 2,8 % weniger als zur Volkszählung im Jahr 2006.

## Transportwesen
Die Zentralregierung beabsichtigte ursprünglich, dass Foxton an der Hauptbahnlinie von Wellington über Palmerston North nach Auckland liegen sollte. Eine vorhandene Stadtbahn zwischen Foxton und Palmerston North wurde in den 1870er Jahren als Foxton Branch zur Nebenbahn ausgebaut. Da die Regierung die Verlängerung der Strecke nach Süden verzögerte, baute eine Gruppe Wellingtoner Geschäftsleute die Wellington and Manawatu Railway (WMR) auf einer kürzeren Verbindungslinie, die jedoch Foxton nicht einschloss. Als diese Strecke 1886 in Betrieb ging, schwand Foxtons Rolle als Hafen. Die Situation verschlechterte sich 1908 weiter, als die WMR in das nationale Streckennetz integriert wurde.
1941 gab man den Hafen auf, ein Jahr später leitete das Ministry of Works durch den Bau des Whirokino Cut einen großen Teil des Wassers des Manawatu River an Foxton vorbei. Der stadtnahe Teil des verbleibenden Altarmes versandete während einer Flut 1953. Die Bahnstrecke wurde 1959 geschlossen.
Der New Zealand State Highway 1 führt durch Foxton.

## Persönlichkeiten
- Kathleen Maisey Curtis (1892–1994), Botanikerin und Mykologin
- Douglas Carter (1908–1988), Politiker

## Sehenswürdigkeiten

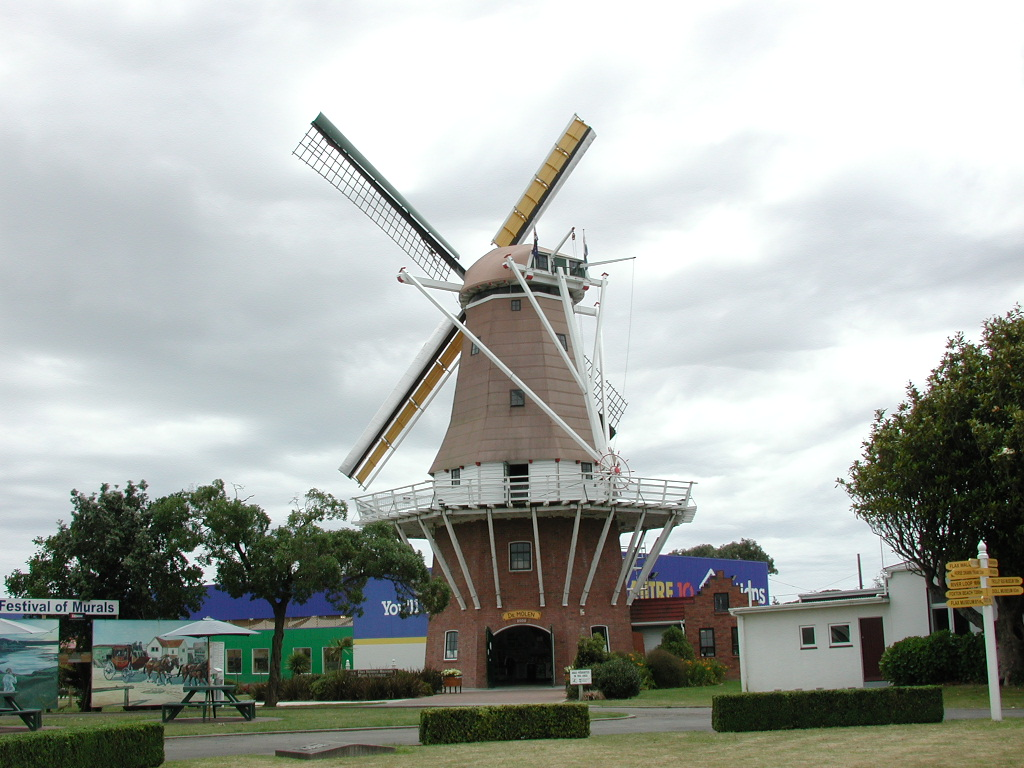
de Molen

2003 wurde eine Kopie einer Holländerwindmühle aus dem 17. Jahrhundert „de Molen“ errichtet. Die funktionsfähige Mühle erzeugt Mehl, das in einem Souvenirshop verkauft wird, auch die Mechanik im Inneren kann besichtigt werden.

## Bildung
Foxton hat vier Grundschulen: Coley Street School (266 Schüler im Jahre 2010), Oroua Downs School (89 Schüler), Foxton School (75) und St Mary's School (41). Eine weitere, die Foxton Beach School mit 100 Schülern, befindet sich im Küstenort Foxton Beach. Das Manawatu College ist die einzige weiterführende Bildungseinrichtung, dieses hatte 2010 401 Schüler und ein decile rating von 2.